# Korunk Mesterei
A Korunk mesterei egy 1930-as években megjelent magyar szépirodalmi könyvsorozat volt, amely többek közt a következő köteteket tartalmazta:
- Ádám Dezső: Falu a hegyek között
- Ady: Igy is történhetik
- Anatole France: Az istenek szomjaznak
- Anita Loos: Szőkék előnyben
- Balzac Honoré: Két elbeszélés: Sarrasine, Facino cane (1919)
- Knut Hamsun: A szerelem rabszolgái (1919)
- J. E. Poritzky: Novellák (1919)
- Csató Károly: Giarion (1920)
- Fáy András: A vér (1919)
- Szekula Jenő: Dr. Pokol (1919)
- Szini Gyula: A smaragd és egyéb elbeszélések (1919)
- E. Didring: A világpók
- Émile Zola: Pascal orvos I-II.
- Guy de Maupassant: A rózsalegény
- Heltai Jenő: Family hotel
- Heltai Jenő: Papirkosár
- Hevermans Hermann: Blöff
- Jack London: A vadon szava
- Jack London: Az óceán meséi
- Karinthy Frigyes: Igy láttátok ti: a háborus irodalom karrikaturája
- Laczkó Géza: Sátán trismegistos olvasója
- Lakatos László: A jövő házassága
- Lakatos László: Angoramacska
- Paizs Ödön: Magyarok Kanadában (Egy most készülő országról)
- Pakots József: Az ember, aki útvesztőbe jutott
- Paul Bourget: A parkettáncos
- Paul Morand: A gáláns Európa
- Pierre la Maziére: Szép temetésem lesz…
- Régi olasz novellák (XIII-XVIII. Sz.)
- Révész Béla: Újra és mindig
- Szalay László: Mihály bácsi
- Takáts Sándor: Régi idők, régi emberek I-II.